# Grandi Giardini Italiani

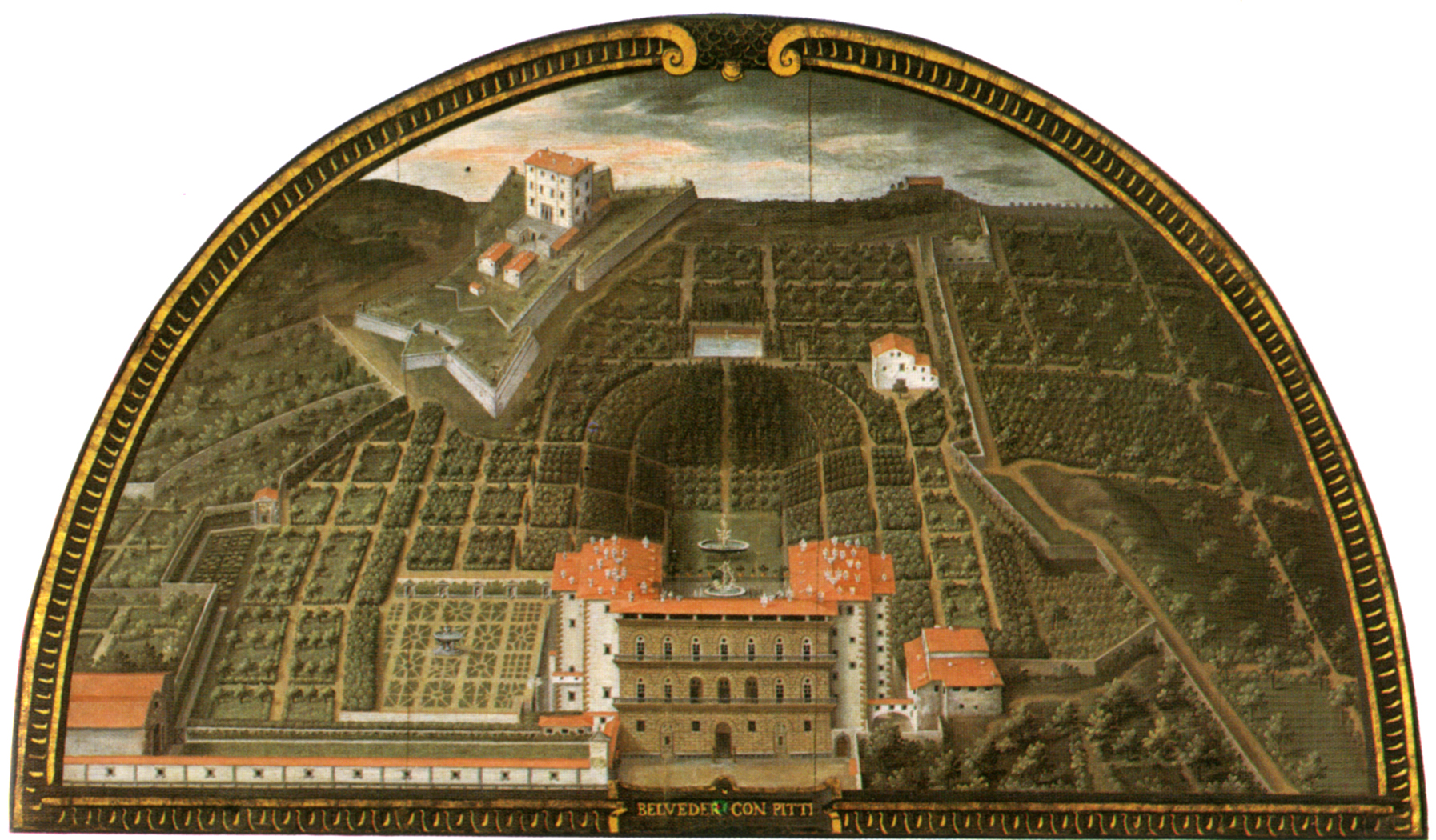
Médaillons en demi-lune du Palais Pitti.

Les Grandi Giardini Italiani (en français : « Grands jardins italiens ») forment une association qui regroupe les principaux jardins d'Italie.

## Liste

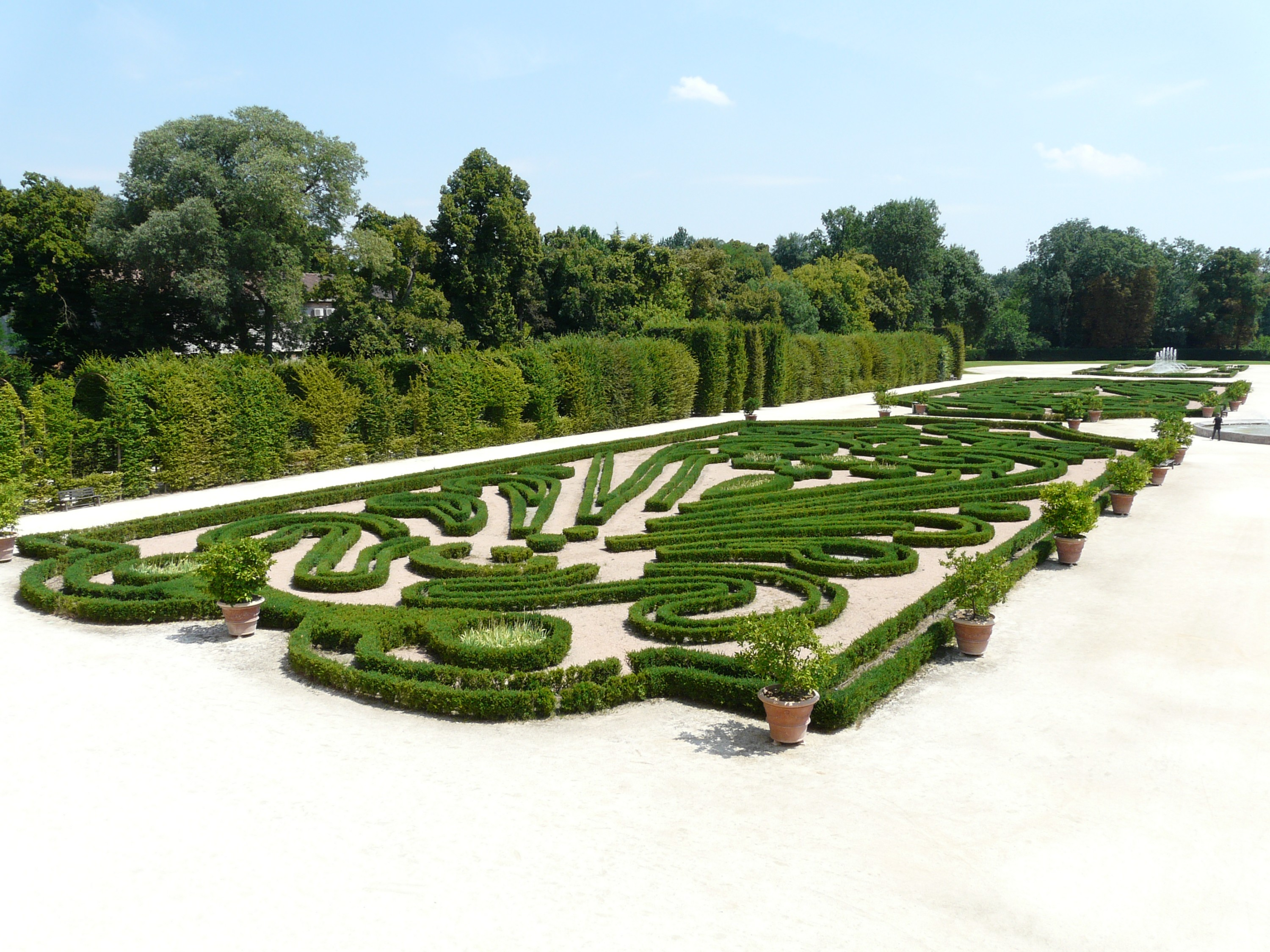
Jardins du Palazzo Ducale de Colorno.

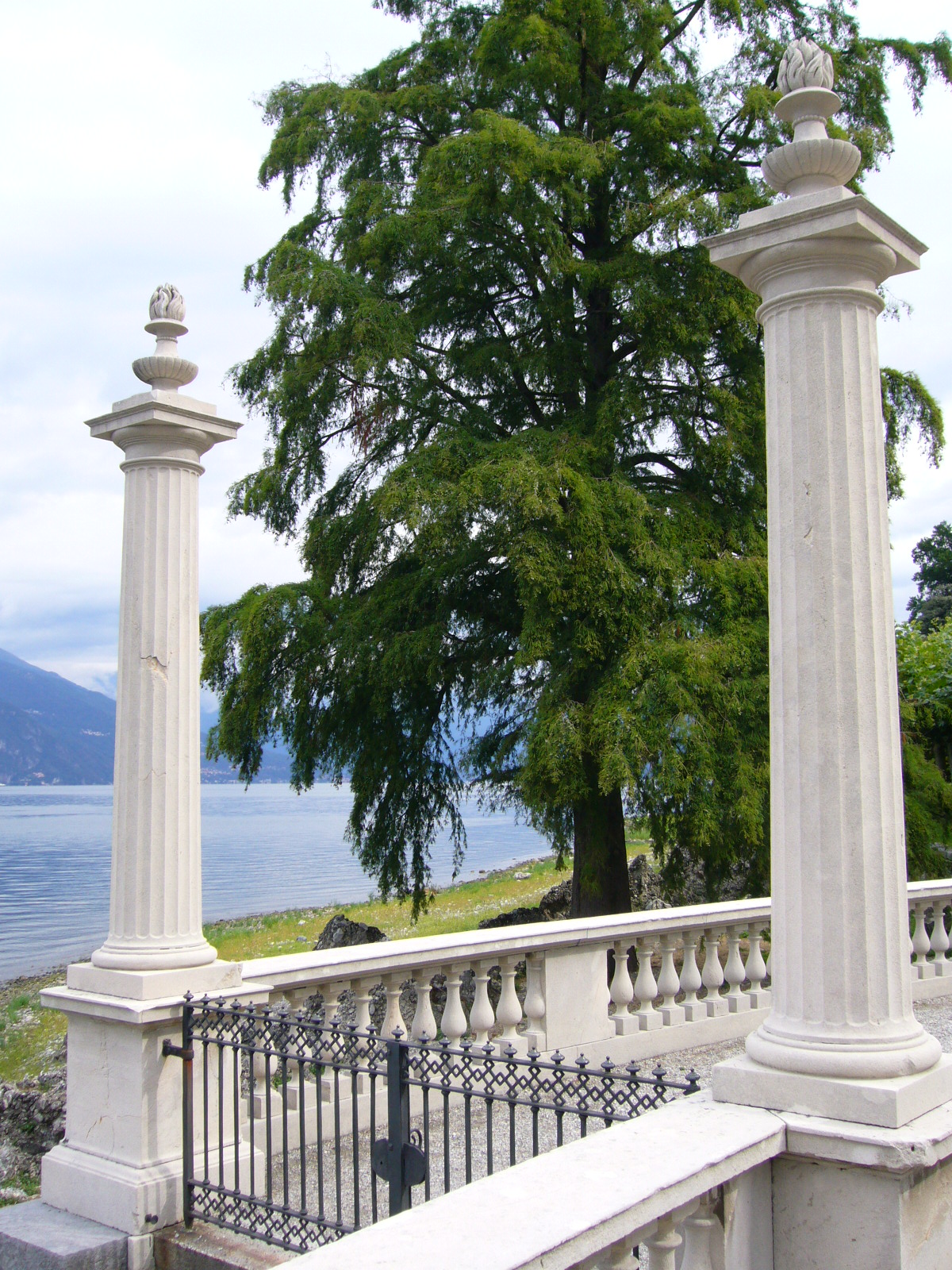
Vue sur le lac de la Villa Melzi.

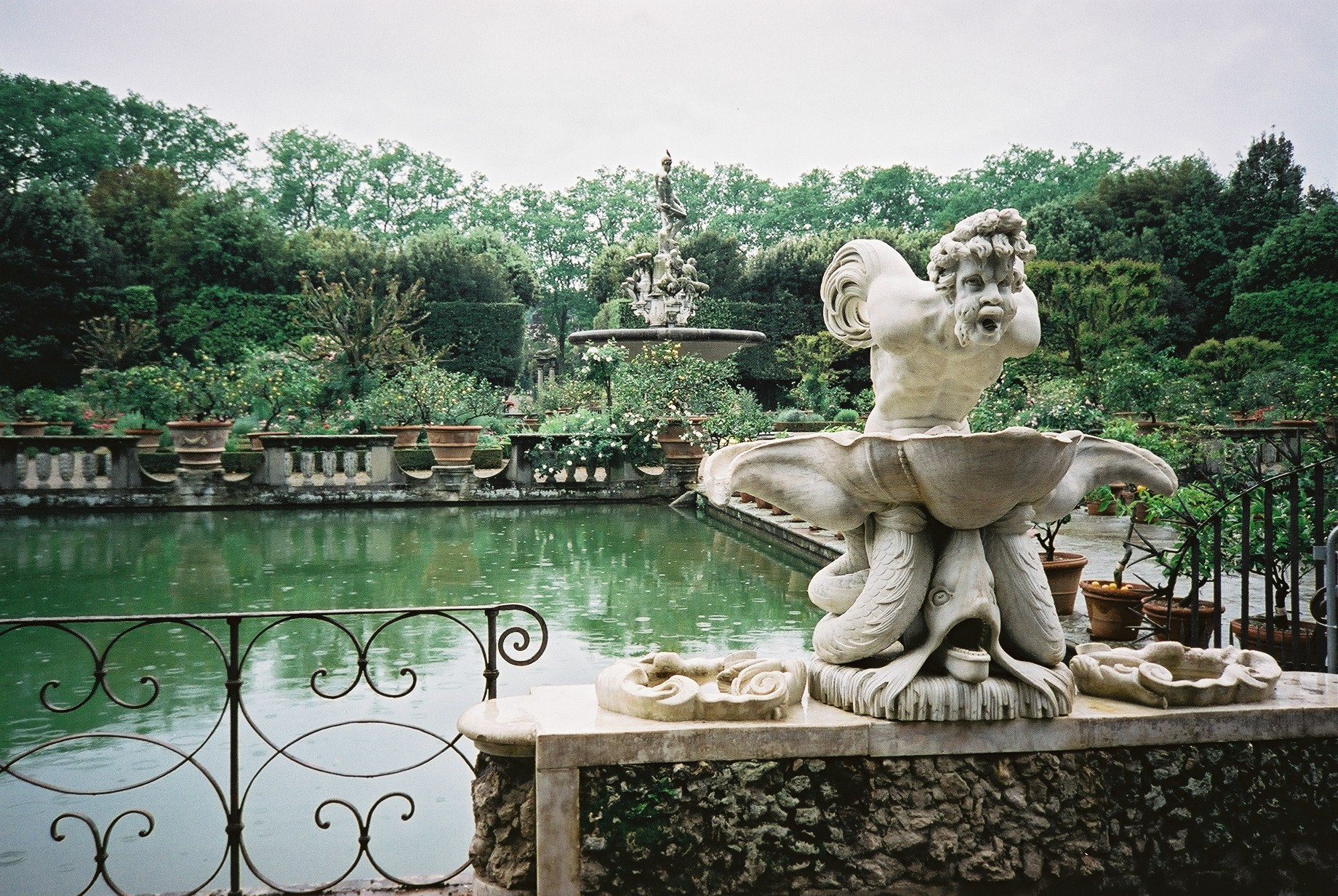
Triton au jardin de Boboli.

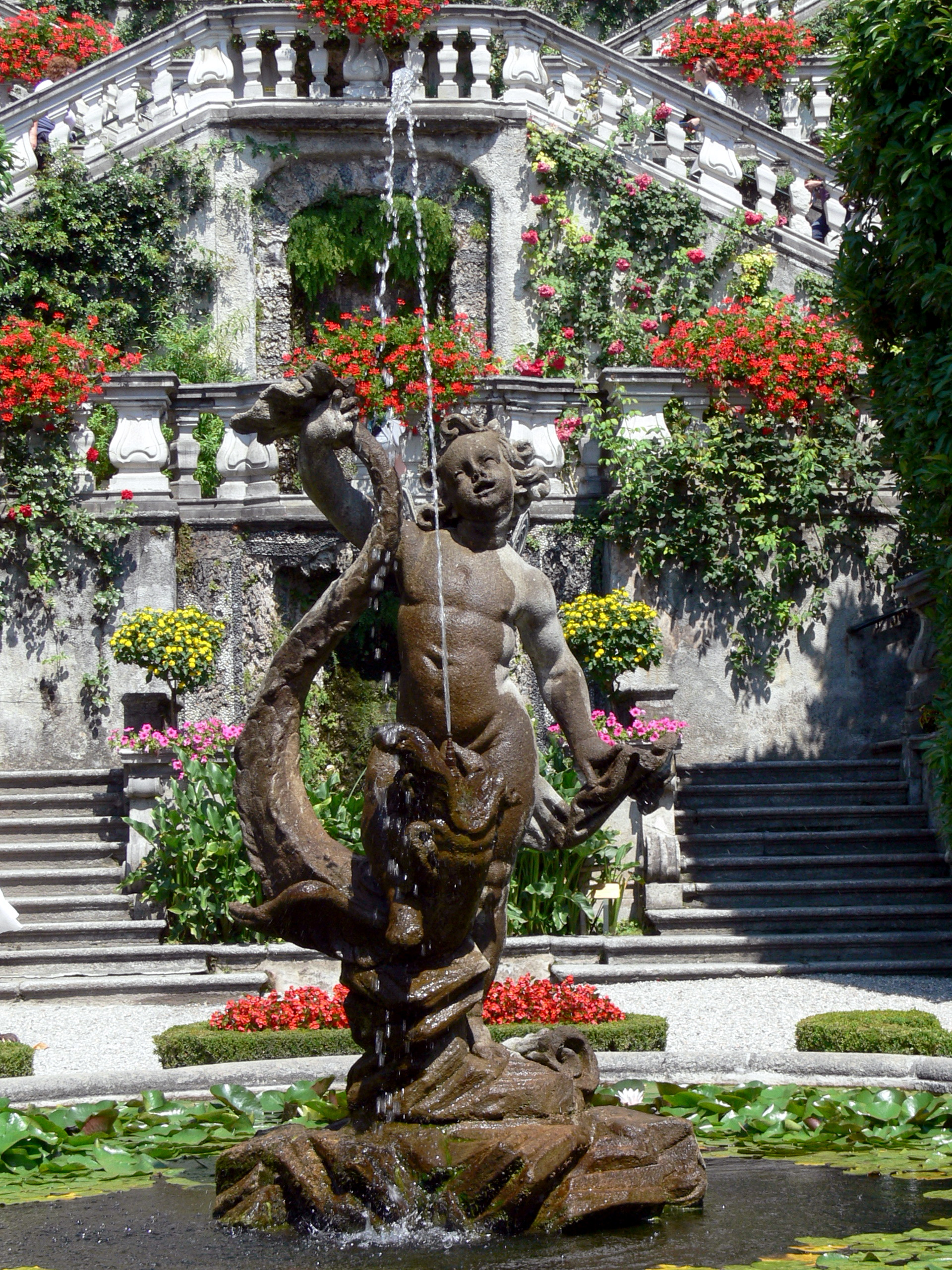
Villa Carlotta.

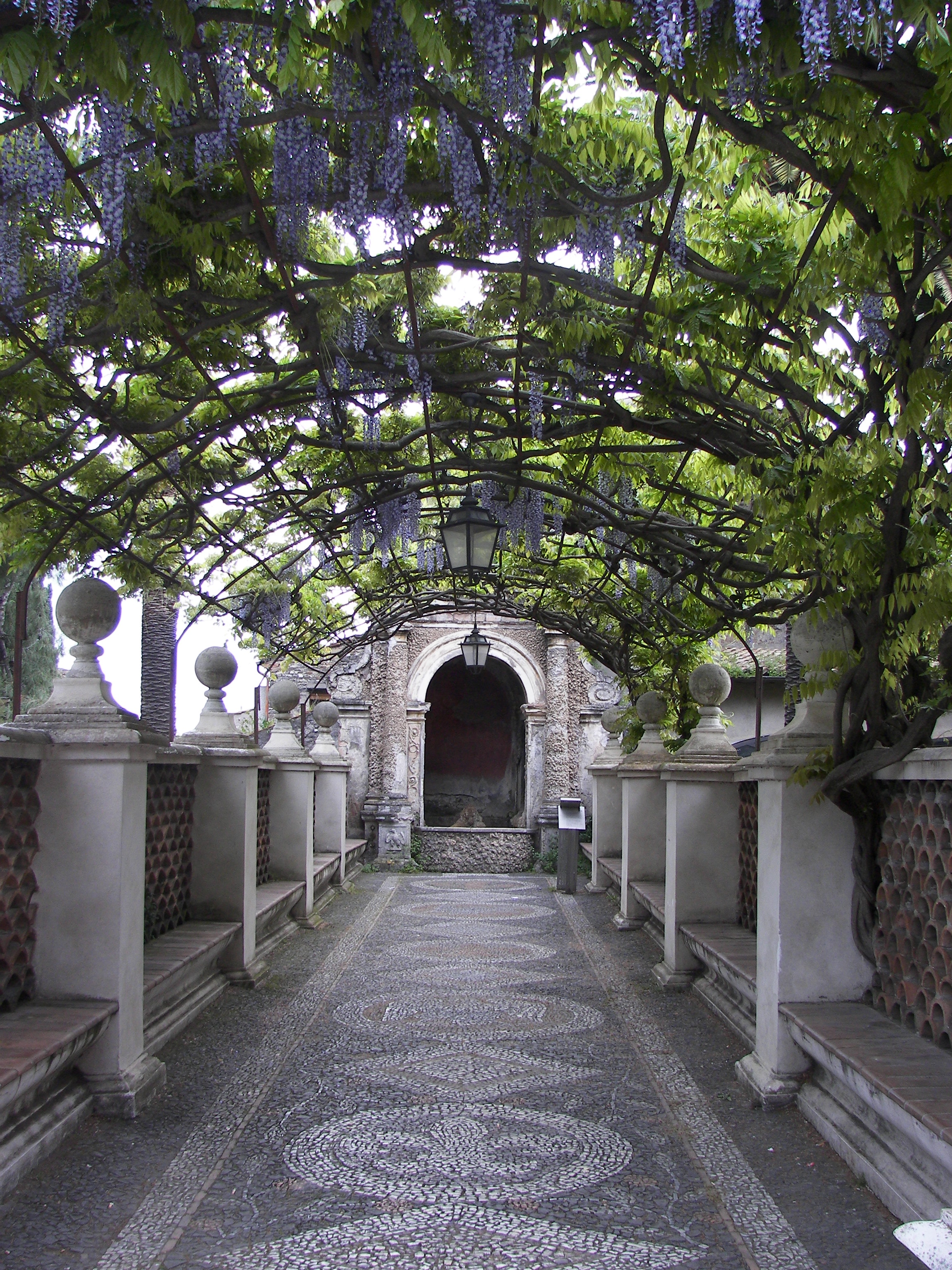
Pergola de la Villa d'Este.

- Fondazione Pompeo Mariani (Imperia)
- Giardini Botanici di Stigliano (Rome)
- Jardin botanique de la Villa Taranto (Verbania)
- Jardin botanique Hanbury (Vintimille)
- Giardini della Landriana (Rome)
- Giardini La Mortella (Naples)
- Giardino Barbarigo Pizzoni Ardemani (Padoue)
- Giardino Bardini (Florence)
- Giardino dell'Hotel Cipriani (Venise)
- Jardin de Boboli (Florence)
- Giardino di Ninfa (Latina)
- Giardino di Palazzo del Principe
- Jardins de la Villa Gamberaia (Florence)
- Jardins du Palazzo Ducale de Colorno de (Parme)
- Giardino Esotico Pallanca (Imperia)
- Giardino Giusti (Vérone)
- Giardino Storico Garzoni (Pistoia)
- Jardins du Castel Trauttmansdorff (Merano)
- Il Giardino del Biviere (Syracuse)
- Il Serraglio di Villa Fracazan Piovene (Vicence)
- Le Vittoriale degli italiani (Brescia)
- Abbaye de La Cervara, Abbazia di San Girolamo al Monte di Portofino (Gènes)
- La Venaria Reale
- Museo Giardino della Rosa Antica (Modène)
- Museo Nazionale di Villa Nazionale Pisani (Venise)
- Oasi di Porto (Rome)
- Jardin botanique de l'Université de Catane
- Jardin botanique de Palerme
- Palazzo Fantini (Forlì)
- Palazzo Parisio (Malte)
- Palais Patrizi (Rome)
- Parco Botanico di San Liberato (Rome)
- Parco del Castello di Miramare (Trieste)
- Parc de la Villa Pallavicino (Verbania)
- Parco della Villa Reale di Marlia (Lucques)
- Parco di Palazzo Coronini Cronberg (Gorizia)
- Parco di Palazzo Malingri di Bagnolo (Cuneo)
- Parco di Pinocchio (Pistoia)
- Parco Giardino Sigurtà (Vérone)
- Parco Idrotermale del Negombo (Naples)
- Parco Paternò del Toscano (Catane)
- Parco Storico Seghetti Panichi (Ascoli Piceno)
- Jardins Varramista (Pise)
- Villa Arvedi (Vérone)
- Villa Borromeo Visconti Litta (Milan)
- Villa Carlotta (Côme)
- Villa del Balbianello (Côme)
- Villa della Porta Bozzolo (Varese)
- Villa d'Este (Côme)
- Villa d'Este (Tivoli)
- Villa di Geggiano (Sienne)
- Villa Durazzo (Santa Margherita Ligure)
- Villa Farnese di Caprarola (Viterbe)
- Villa Grabau (Lucques)
- Villa La Babina (Imola)
- Villa La Pescigola (Massa)
- Villa Lante (Viterbe)
- Villa Melzi (Côme)
- Villa Montericco Pasolini (Imola)
- Villa Novare Bertani (Vérone)
- Villa Oliva-Buonvisi (Lucques)
- Villa Peyron al Bosco di Fontelucente (Florence)
- Villa Pisani Bolognesi Scalabrin (Padoue)
- Villa Poggio Torselli (Florence)
- Villa San Michele (Capri)
- Villa Serra (Gênes)
- Villa Trento Da Schio (Vicence)
- Villa Trissino Marzotto (Vicence)
- Villa Vignamaggio (Florence)

## Sources
- (en) Cet article est partiellement ou en totalité issu de l’article de Wikipédia en anglais intitulé « Grandi Giardini Italiani » (voir la liste des auteurs).